# Edgbaston Cricket Ground
Der Edgbaston Cricket Ground (meist einfach Edgbaston; offiziell The County Ground) ist einer der sechs traditionellen Test-Match-Stadien in England und Heimat des Warwickshire County Cricket Clubs.

## Stadion

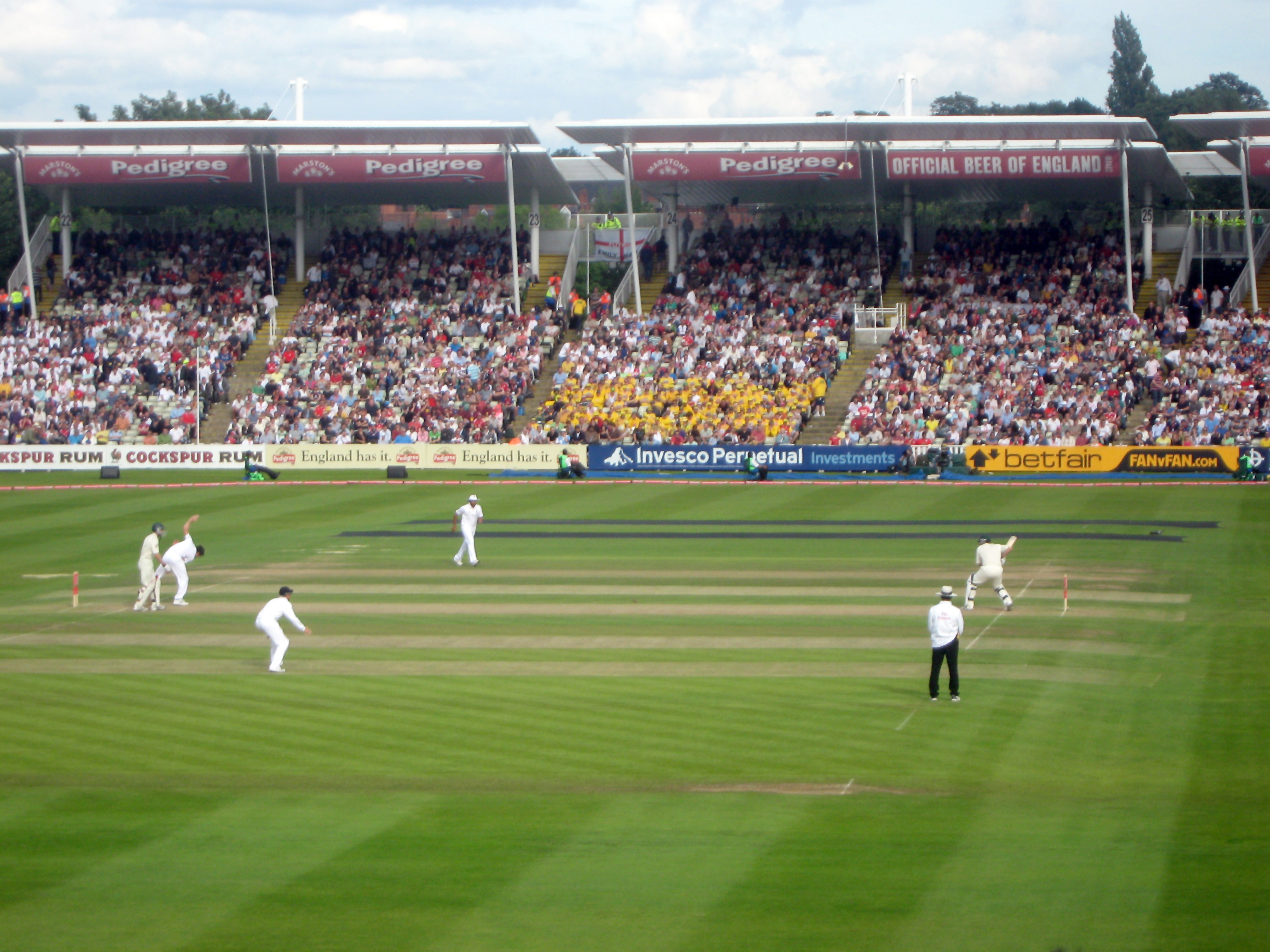
Edgbaston während des 3. Ashes-Tests 2009

Das Stadion mit einer Zuschauerkapazität von 21.000 liegt im Stadtteil Edgbaston von Birmingham, entlang der Edgbaston Road. Auf dem ursprünglich von Lord Calthorpe gepachteten Gelände fand 1886 das erste Spiel, gegen eine Auswahl des MCC, statt. Das erste Test-Match wurde hier im Jahr 1902 gegen Australien ausgetragen. Heute ist das Stadion regelmäßig Austragungsort von spielen der englischen Nationalmannschaft und bei International-Cricket-Council-Turnieren, wie dem Cricket World Cup oder der ICC Champions Trophy. Die beiden Enden der Pitch heißen Pavilion End und City End.
Seit 2009 wurde das Stadion einer gründlichen Modernisierung unterzogen, deren Kosten sich auf £30 Millionen beliefen. Bis Sommer 2011 wurden die Arbeiten beendet und das Stadionboot  ca. 3.000 Zuschauern mehr Platz.

## Geschichte
- 1957 – Eine Partnership von 411 Runs zwischen Peter May und Colin Cowdrey gegen die West Indies, bis heute (2010) Englands höchste Partnership.[2]
- 1994 – Brian Lara erzielt mit 501 Runs für Warwickshire CCC gegen Durham CCC den bis heute (2010) gültigen Weltrekord im First-Class Cricket.[3]
- 1999 – Unentschieden zwischen Australien und Südafrika in einem dramatischen Halbfinalspiel während des Cricket World Cups 1999.
- 2005 – Australien verliert gegen England mit nur 2 Runs im zweiten Test der Ashes-Serie 2005, der knappste Ausgang eines Ashes-Testmatches überhaupt.
- 2008 – Südafrika sichert sich den ersten Serien-Gewinn in England seit 1965.
- 2019 – England besiegt im Halbfinale des Cricket World Cup 2019 den Titelverteidiger Australien und zieht selbst ins Finale ein.